# Cathédrale Saint-Jean-Baptiste de Kamień Pomorski
Pour les articles homonymes, voir Cathédrale Saint-Jean-Baptiste.
La co-cathédrale Saint-Jean-Baptiste ou dans sa forme longue co-cathédrale Sainte-Marie-Saint-Jean-Baptiste-et-Saint-Faustin-Évêque (en polonais : Konkatedra Najświętszej Marii Panny, św. Jana Chrzciciela i św. Faustyna biskupa w Kamieniu Pomorskimco) est une église de la paroisse catholique romaine Saint-Othon à Kamień Pomorski en Pologne. Elle est la cathédrale historique du diocèse de Cammin.
Depuis 1972, l'église sert de cocathédrale du diocèse, puis de l'archidiocèse de Szczecin-Kamień .
Le 1er septembre 2005, la cocathédrale et l'ensemble des bâtiments adjacents sont reconnus monument historique par règlement du président de la république de Pologne. La cathédrale est le plus ancien édifice religieux de Poméranie occidentale (pl) avec la plus ancienne charpente connue de Pologne.
Depuis 1964, d'excellents organistes du monde entier se produisent sur l'orgue de pierre dans le cadre du Festival d'orgue et de musique de chambre, organisé par la Société de musique H Wieniawski.

## Historique
Après la mission de christianisation de saint Othon de Bamberg en 1124, à la périphérie de Kamień Pomorski, une église en bois Saint-Jean-Baptiste est construite. En 1176, le prince de Poméranie Casimir Ier fonde une cathédrale à sa place. La construction de la nouvelle église est liée au transfert du siège des évêques de Poméranie (pl) de Wolin, à proximité. Kamień est censée être plus peuplée et plus sûre. Cette décision est approuvée par le pape Clément III en 1188.
À l'origine, l'église est construite dans le style roman sur un plan en croix latine dans un plan basilical. Une partie du chœur est construite entre 1180 et 1210. Vers 1250, un portail est construit dans le transept sud avec des archivoltes sculptées et un tympan représentant l'Adoration de l'Agneau. Ces deux bâtiments montrent une transition progressive de la forme romane au début du gothique. De nombreuses pièces sont ajoutées à la partie orientale (le chœur avec l'abside et le transept) au tournant des XIIe et XIIIe siècles : sacristie (côté nord du chœur), salle capitulaire (du sud), porche (pl) recouvrant l'art roman tardif. portail principal (au mur sud du transept) .
Lors de l'invasion brandebourgeoise de Kamień en 1308 (pl), les troupes brandebourgeoises incendient partiellement la partie orientale existante du bâtiment. Après la reprise des travaux, la construction de la basilique se poursuit dans le style gothique. Sur les anciennes fondations, au XIVe siècle, un viridarium (du nord de la nef) et une nef sont créés. Après 1310, des cloîtres sont construits du côté nord et, dans les années 1325-1350, une salle gothique fut ajoutée au-dessus de l'aile est de la cathédrale, qui abrite plus tard le trésor de la cathédrale. Au début du XIVe siècle, des peintures sont réalisées sur la voûte du chœur et dans le cul-de-four de l'abside . Parallèlement, le corps basilique de l'église est construit sur les fondations romanes d'origine, une tour gothique en brique et un jubé devant le chœur. À l'intérieur de la cathédrale, il y a des autels, des stalles de canons, des fonts baptismaux en granite et un grand crucifix mystique. Vers 1382, l'église est équipé du premier orgue. Au XVe siècle, le côté sud de la nef est agrémenté d'un attique en brique et dentelle. En 1419, la chapelle Lepel est construite à côté de la nef sud.
L'église est achevée à la fin du XVe siècle. À cette époque, une salle capitulaire est construite à côté du chœur du côté sud et la cathédrale est dotée d'un nouvel orgue fondé par Benoît de Waldstein (pl). Vers 1480, le maître-autel est placé dans le chœur. Selon diverses sources, la cathédrale est passée à l'Église protestante de Poméranie en 1535 . D'autres sources affirment que la cathédrale passe aux mains des protestants pendant la Réforme après la mort du dernier évêque catholique, Érasme de Manteuffel (pl), en 1544. Une vingtaine d'autels sont alors démontés, et ne reste que le triptyque du maître-autel de la seconde moitié du XVe siècle. Il reste un temple luthérien jusqu'en 1945 (malgré l'introduction d'ordonnances de l'église protestante, le rang de cathédrale du temple est conservé et un chapitre cathédrale existe à côté de l'église jusqu'au 19e siècle). Durant la guerre de Trente Ans (1618-1648), l'intérieur est détruit. Grâce à la générosité du prince Ernest Bogislaw de Croÿ, le temple acquiert dans la seconde moitié du XVIIe siècle un nouvel équipement baroque et un orgue qui existe encore aujourd'hui. En 1802, la tour gothique de la cathédrale est démolie. En 1855, des travaux de rénovation sont effectués dans le temple et un nouveau clocher néo-gothique est construit. En 1888, l'orgue baroque est rénové. En 1934, la cathédrale est encore restaurée et l'apparence de la tour est modifiée. Après la fin de la Seconde Guerre mondiale, la cathédrale est reprise par les catholiques. L'église est consacrée le 16 septembre 1945 par le curé Henryk Kulikowski. Dans les années 1960, l'église est regothisé, rénové et adapté aux besoins de la forme post-conciliaire du rite latin. Dans les années 1960 et 70 (1961-1979), les travaux dans la cathédrale de Kamień sont supervisés par le Père Roman Kostynowicz, conservateur certifié des monuments (Conservateur diocésain des monuments). De 1981 à 1994, d'autres œuvres sont parrainées par le curé Olgierd Ostrokołowicz. En 1972, après la création du diocèse de Szczecin-Kamień, elle est créée en tant que cocathédrale du diocèse catholique romain de Szczecin-Kamień, transformé en 1992 en archidiocèse. Le 14 septembre 2010, la cathédrale de Kamień est élevée au rang de sanctuaire, célèbre pour les grâces de l'image du Seigneur Jésus crucifié et de Notre-Dame des Douleurs de Brzozdowice . Ces peintures sont apportées par des rapatriés de Lviv.

## Calendrier
- 1176-1544 - cathédrale du diocèse catholique romain de Poméranie
- 1544-1648 – cathédrale des évêques luthériens de Poméranie
- 1544-1812 – siège du chapitre luthérien de Kamień
- 1817-1945 – église paroissiale de l'église de l'Union prussienne
- à partir de 1945 – église paroissiale catholique romaine
- 1972-1992 – cocathédrale du diocèse catholique romain de Szczecin-Kamień
- depuis 1992 – cocathédrale de l'archidiocèse catholique romain de Szczecin-Kamień

## Architecture
Basilique romano-gothique en brique à trois nefs avec un viridarium côté nord. Le chœur présente des éléments romans et gothiques primitifs. Façade sud gothique richement décorée. L'ensemble est dominé par une tour massive néo-gothique de 1934, surmontée d'une coupole en croupe, au sommet de laquelle se trouve une grande croix latine .

## Intérieur

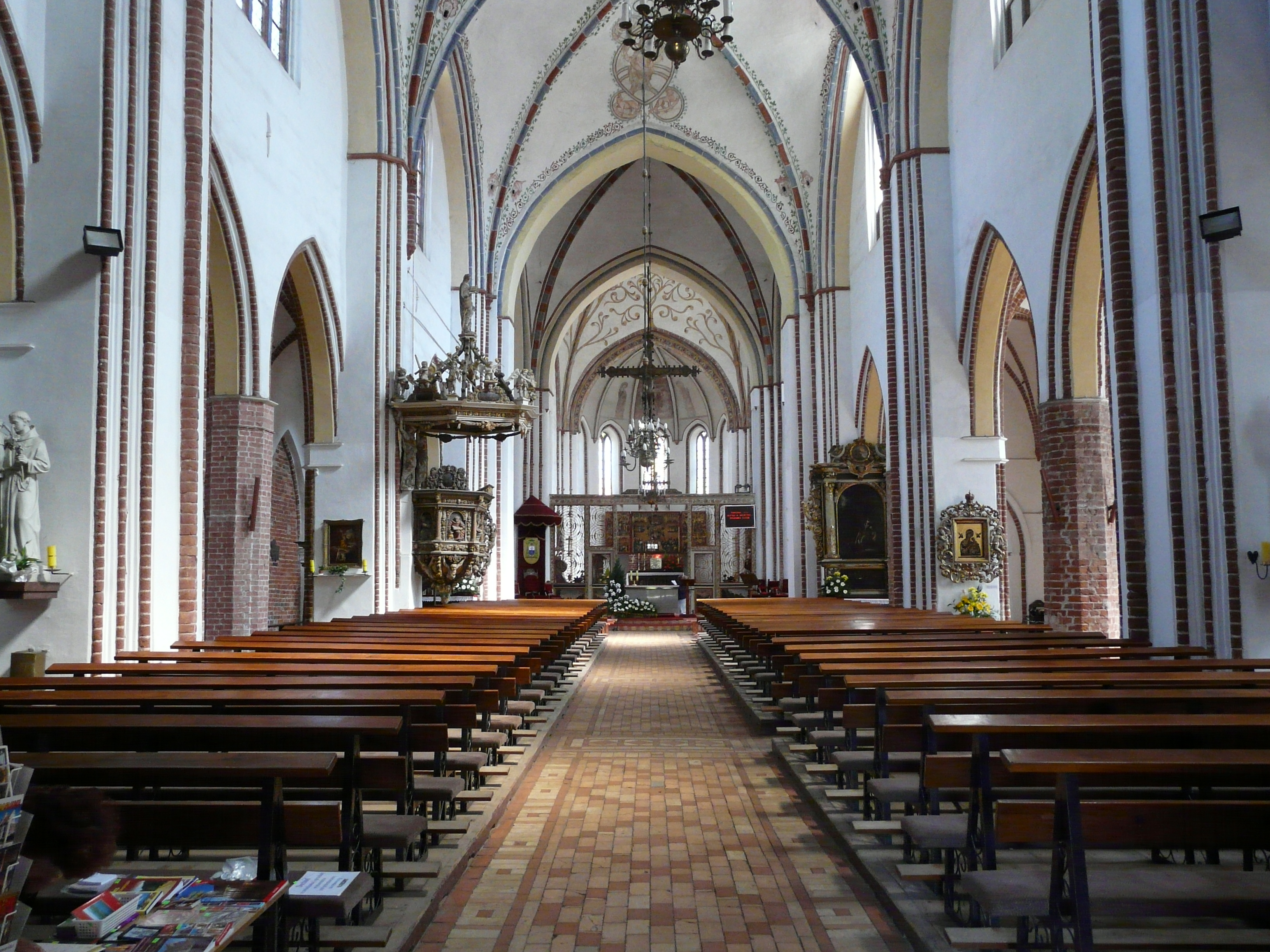
Intérieur.

À l'intérieur de la cathédrale, l'attention est attirée sur l'orgue baroque (pl) du XVIIe siècle fondé par le prince Ernest Bogislaw de Croÿ et sur la chaire baroque richement décorée de 1682 - l'œuvre (très probablement) de Johann Grundmann de Francfort et de Heinrich Redtel. Sur les murs de la corbeille de la chaire se trouvent des sculptures des quatre évangélistes et du saint Paul. La balustrade de l'escalier de la chaire et le portail sont décorés de peintures à contenu symbolique. Au fond de la chaire se trouve un crucifix avec en arrière-plan un panorama de Jérusalem. À côté se trouvent deux cariatides soutenant le dais de la chaire décorée de médaillons avec des scènes de l'Ancien Testament, des anges avec des symboles de la Passion du Seigneur et, couronnant le tout, une sculpture de saint Jean Baptiste.
Les voûtes d'ogives et les liernes de la cathédrale sont décorées de motifs floraux de style médiéval.

### Chœur
La place centrale du chœur est occupée par le maître-autel - un triptyque gothique datant de la fin du XVe siècle ou début du XVIe siècle, représentant : dans la partie centrale la scène de l'Assomption, et sur les ailes le martyre de saint Jean Baptiste et saint Faustin (d'après J. Kochanowska : Saint Victor). La façade du maître-autel est constituée d'images des quatre évangélistes de l'église de Kozielice (elles faisaient partie de la chaire de l'église).
À côté de l'autel, l'attention est attirée sur une niche murale grillagée, un tabernacle médiéval, appelé sacraria. Des stalles de chanoines sont placées sous les murs du presbytère (l'origine de ces sièges remonte au XIVe siècle, mais ils sont considérablement reconstruits au XIXe siècle). Sur le mur nord du presbytère se trouvent deux peintures du chemin de croix de l'atelier de Lucas Cranach l'Ancien. Sur les murs latéraux du presbytère se trouvent deux sculptures gothiques représentant Saint-Jean l'évangéliste (en) et saint-Jean-Baptiste. Très probablement, ces sculptures faisaient autrefois partie du maître-autel.
Sur la voûte du choeur se trouve une polychromie datant du XIIIe siècle ou XIVe, représentant la scène de la Crucifixion et un rameau végétal représentant le Jardin d'Eden, avec l'Arbre de Vie (en).

### Transept
Le chœur est séparé du transept par un paravent baroque décoré dans le jubé de 1684. Sa partie supérieure ajourée est réalisée par un artiste portant les initiales « BK », très probablement de Gdańsk. La partie inférieure du jubé est remplie de quatre tableaux de Heinrich Redtel représentant des scènes de l'Ancien Testament. Au-dessus du jubé se trouve une croix gothique en forme de crucifix mystique (pl) datant du XVe siècle ou début du XVIe siècle. Dans le transept, à côté d'une grille décorative, se trouve un trône d'archevêque (pl) avec un baldaquin et un autel où est célébrée la liturgie selon la forme ordinaire du rite romain. Dans l'aile sud du transept se trouve un autel "Ecce homo" du XVIIe siècle, avec une peinture du Christ devant Pilate peinte par Heinrich Redtel d'après une gravure de Rembrandt. Cet autel est conçu comme le maître-autel de la cathédrale et jusqu'à la Seconde Guerre mondiale, il est situé dans l'espace libre de la grille de l'auditorium. Sur le mur opposé à l'autel se trouve un grand crucifix, réalisé vers 1684 par Johann Grundmann de Francfort-sur-l'Oder - le créateur des principales sculptures d'orgue en pierre.
Dans la travée nord du transept se trouve un baptistère avec des fonts baptismaux gothiques primitifs (le pied des fonts baptismaux est postérieur et date du XIXe siècle). Les fonts baptismaux sont entourés d'une grille de rideau baroque richement décorée de 1685, réalisée par un artiste portant les initiales "BK"

### Nef
Au premier pilier du bas-côté nord se trouve un autel de la seconde moitié du XVIIe siècle. Elle contenait autrefois une armoire gothique dans la partie centrale avec des figures de la Vierge Marie et d'autres saints. Actuellement, une copie du tableau de Notre-Dame de Częstochowa est installée à cet endroit. L'autel provient de l'église Saint-Nicolas de Kamień Pomorski (pl) .
Dans la chapelle du bas-côté sud se trouve un autel avec une peinture du Crucifié de Brzozdowiec (pl), apportée à Kamień Pomorski après la Seconde Guerre mondiale par des déplacés polonais de la voïvodie de Lwów d'avant-guerre. Le tableau est peint par un artiste inconnu en 1746.
Sur la voûte de la nef principale, une polychromie du XIVe siècle est conservée, représentant le Christ Juge dans une mandorle, avec les symboles des quatre évangélistes, un lys et une épée.

### Orgue

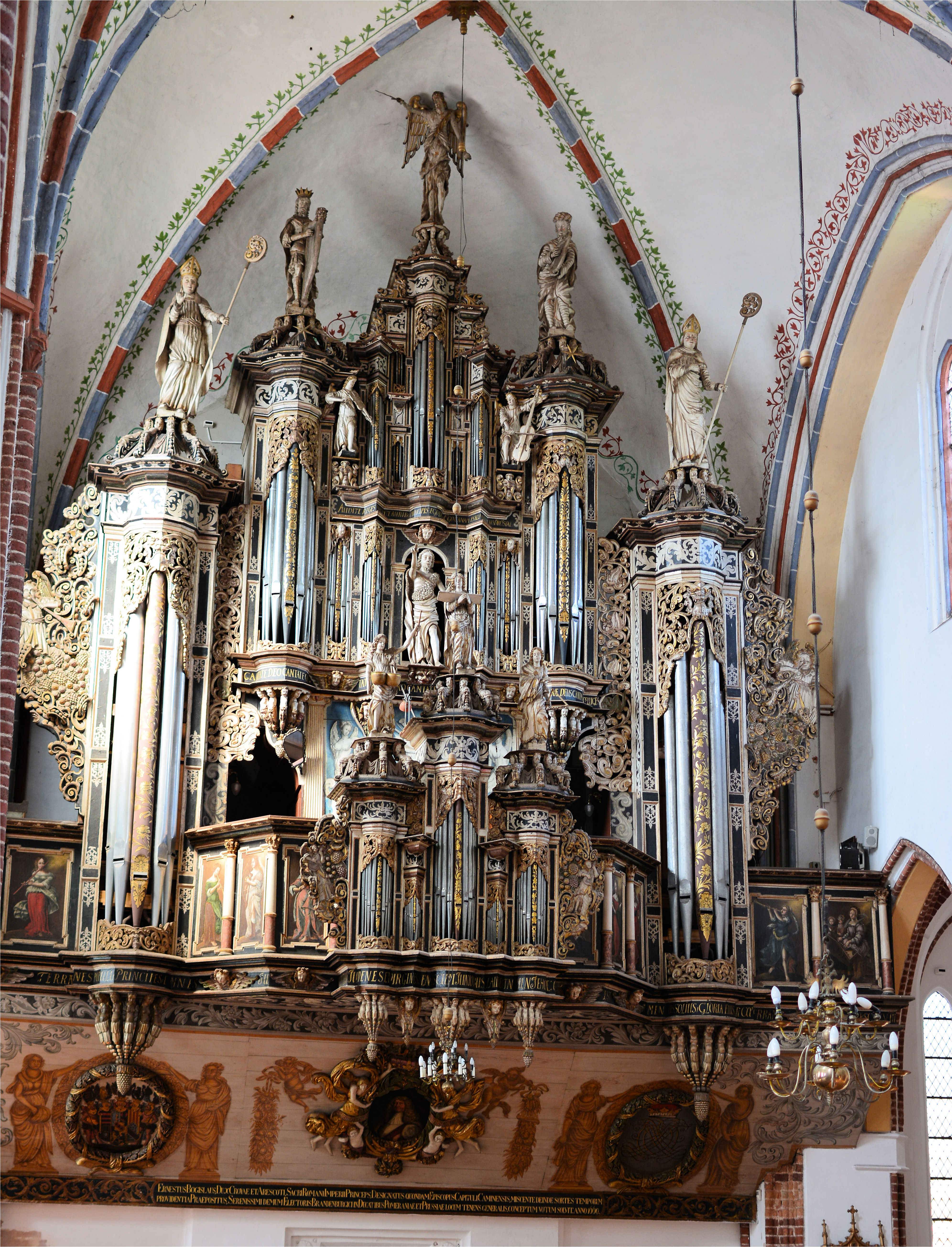
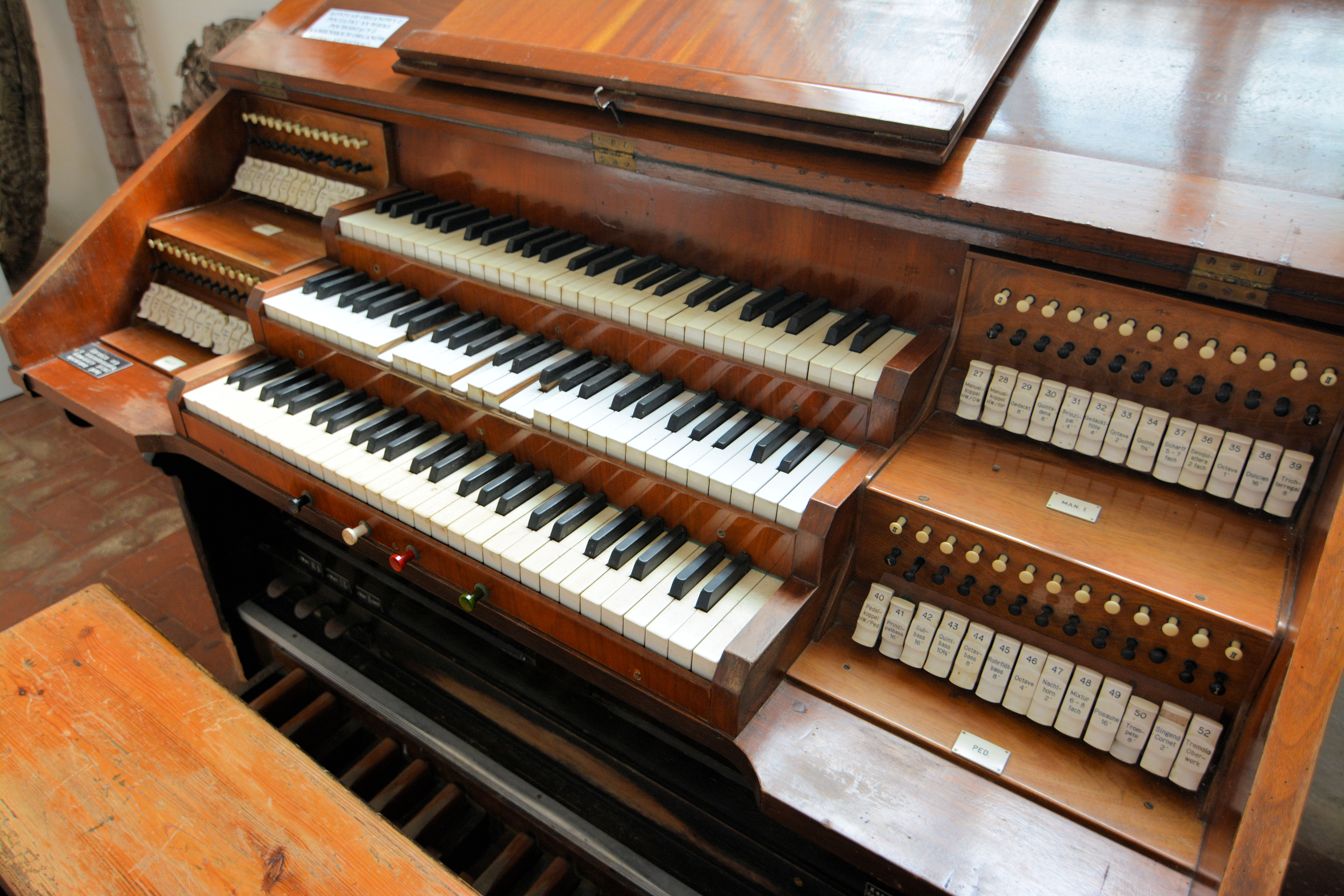

L'instrument est fondé par le dernier évêque de Kamień, Ernest Bogusław de Croy (l'évêché est aboli en 1648), auquel font référence les sculptures de deux évêques de Poméranie - le premier, Saint-Othon et le dernier – le fondateur lui-même. Une analogie avec cette situation est exprimée par les sculptures de David (conquérant de Jérusalem) et de Jérémie (déplorant la chute de Jérusalem). Ces événements s'inscrivent dans toute l'histoire symbolisée par Jean-Baptiste, le Précurseur du Christ (la sculpture au sommet de la chaire) et Saint-Michel Archange, qui annoncera la seconde venue du Christ (fleuron d'orgue).
La riche décoration de l'orgue est l'expression d'un programme iconographique complexe, par exemple trois sculptures de figures féminines (avec des notes de musique, des tambours et um triangle) symbolisent différents types de musique sacrée, dont la plus haute place est occupée par le chant ; Les dix tableaux ci-dessous présentent divers aspects de la musique profane, de rang inférieur, mais participant également au culte du Créateur.
L'orgue du XVIIe siècle est réalisé par Michael Beriegel (de) de Szczecin, tandis que le prospectus est l'œuvre de l'atelier de Marcin Edleber. À la fin de la Seconde Guerre mondiale, l'instrument est en grande partie détruit. L'état actuel est le résultat de la reconstruction réalisée par l'entreprise de Władysław Cepka et achevée en 2004. L'orgue possède 43 voix réparties sur trois claviers et un pédalier.

### Charpente
Créée en 2021, la cathédrale possède la plus ancienne charpente conservée en Pologne. Elle présente une structure du XIIIe siècle, bien que de nombreux éléments ont été remplacés au cours des 650 années d'utilisation de la cathédrale. Des enseignes de menuiserie médiévale sont également conservées. La conception et la technique de menuiserie ressemblent au style allemand, d’où sont probablement originaires ses créateurs. La ferme est si bien conservée qu’on pensait auparavant qu’elle provenait des temps modernes. Elle est construite en bois de chêne importé de l'île de Wolin, et des traces des cordes utilisées lors du flottage sont visibles. Divers échantillons de bois indiquent des abattages en 1260-1268 et ailleurs en 1360-1361. Le bois du toit du chœur pourrait être encore plus ancien, datant de la première moitié du XIIIe siècle.

### Tour
La tour moderne en brique est déjà la troisième. Auparavant, il y a une tour romantique de 1850, une tour baroque du XVIIe siècle et une tour gothique.

### Cloches
Il y a quatre cloches accrochées à la tour,.
|                | Nom         | Poids (kg)     | Ton de choc | Année              | Fonderie                                          |
| -------------- | ----------- | -------------- | ----------- | ------------------ | ------------------------------------------------- |
| Signature      | inconnu*    | Environ. 80 kg | La#         | XIVe – XVe siècles | inconnu*                                          |
| Petite cloche  | Marie       | 260 kg         | Do#         | 2017               | Fonderie de cloches Jan-Felczyński (pl), Przemyśl |
| Cloche moyenne | Saint-Othon | 500 kg         | La          | 2019               | Fonderie de cloches Felczyński de Taciszów (pl)   |
| Grosse cloche  | inconnu*    | 1300 kg        | Ré#         | 1848               | Carl Voss, Szczecin                               |

### Mobilier

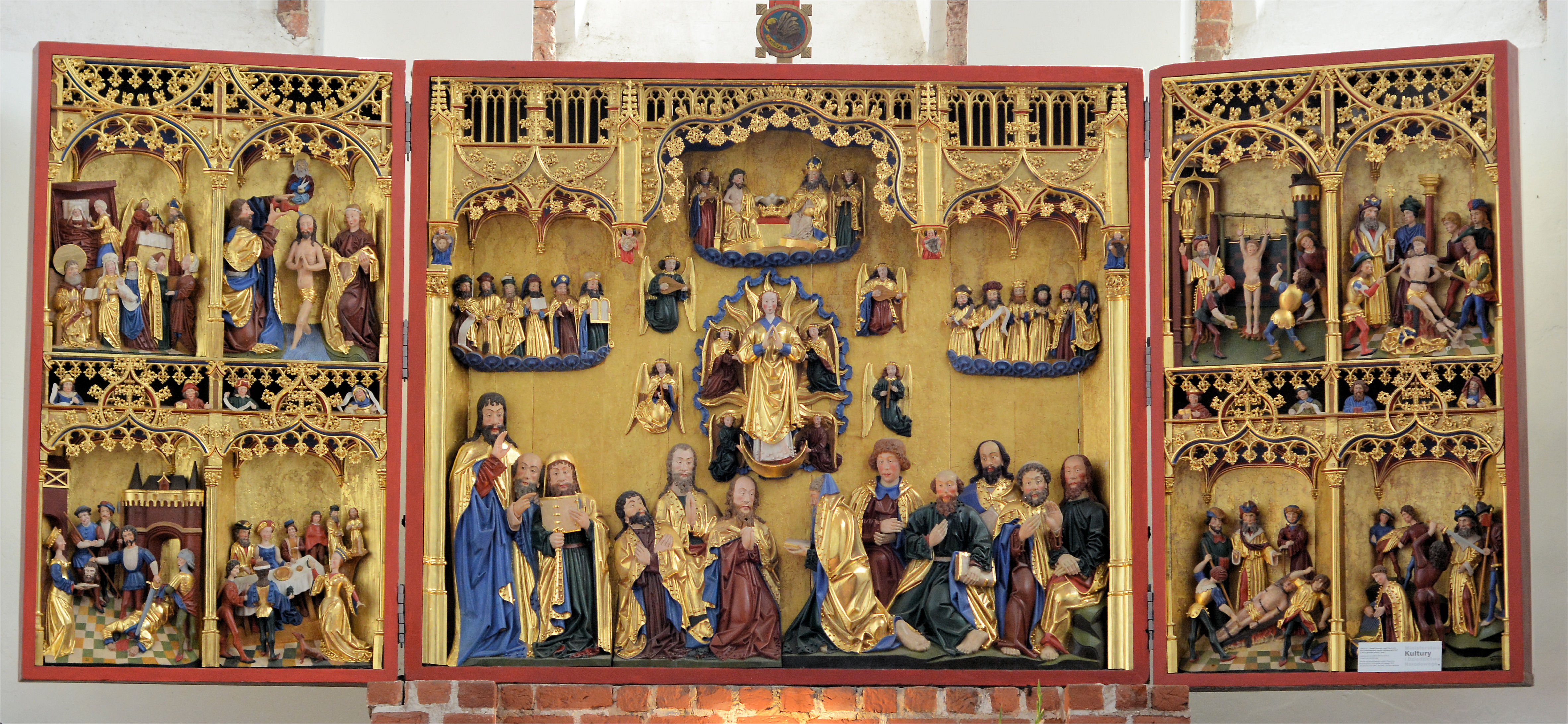
Maître-autel dans le chœur.
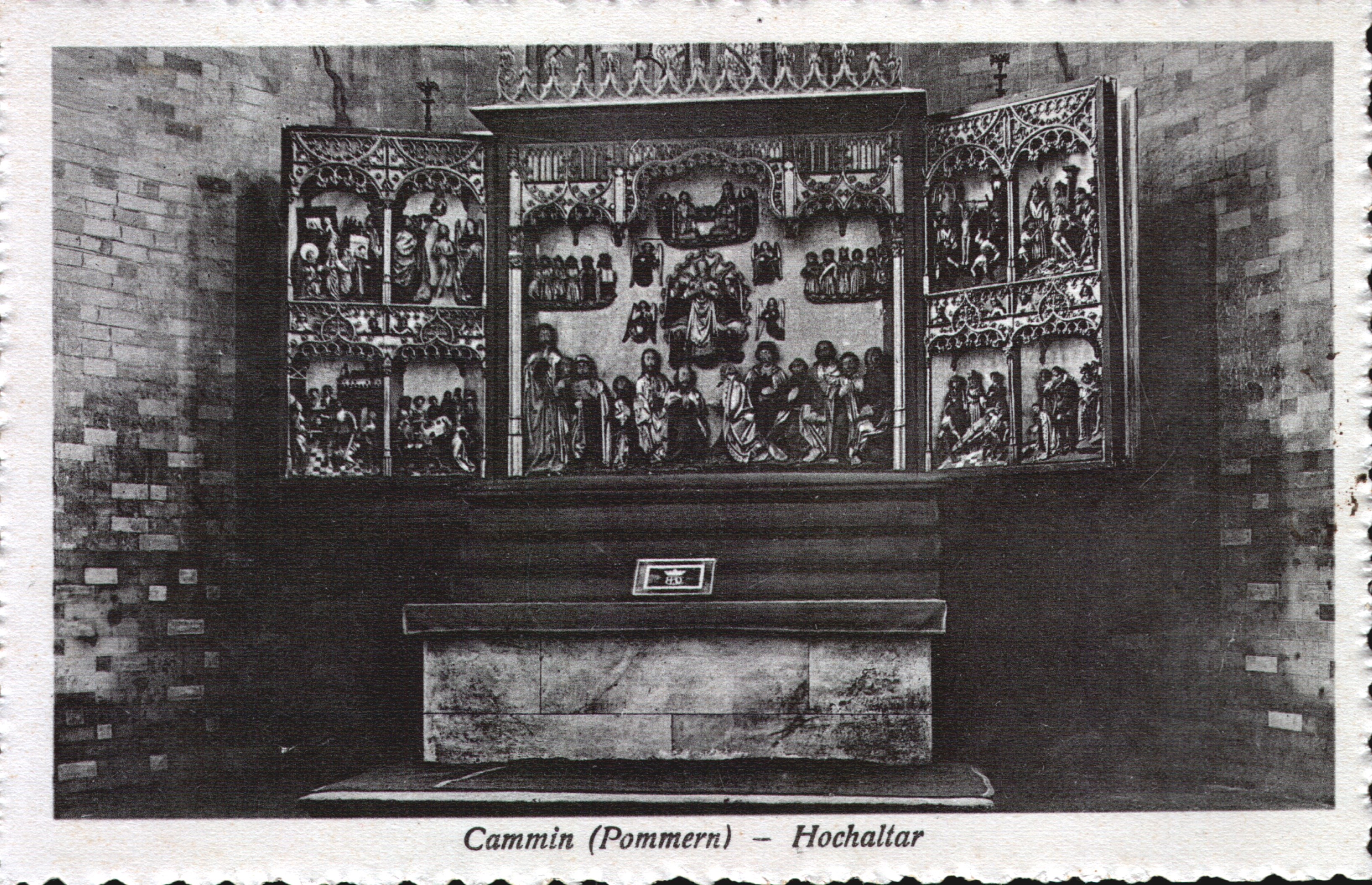
Maître-autel d'avant la Seconde Guerre mondiale.

À ce jour, le mobilier de la cathédrale comprend :
- crucifix de la seconde moitié du XIIIe siècle (type mystique) (situé au Musée national de Szczecin)[3]
- stalles dans le chœur en bois de chêne du XIIIe siècle[3]
- un grand crucifix en forme d'arbre de vie du milieu du XVe siècle, situé dans l'arc-en-ciel[3]
- passion baroque de la fin du XVIIe siècle, financé par le prince Ernest Bogislaw de Croÿ, situé dans l'aile sud du transept. Le même évêque, puis prévôt du chapitre luthérien de la cathédrale, dota la cathédrale d'autres équipements baroques :
  - Chaire richement décorée de 1683[3],
  - un jubé avec autel devant le presbytère (1684), qui a été construit à l'emplacement d'un jubé médiéval en brique, une belle grille (1685) vers le XIIIe siècle. fonts baptismaux en pierre[3],
  - orgue, destiné par son fondateur à être l'épitaphe de la famille Gryfit (1669-1672)[3].

Dans la chapelle des Colators, dans le bas-côté sud, se trouve un tableau célèbre pour ses grâces de Brzozdowiec, archidiocèse de Lviv, datant du XVIIIe siècle. Ce tableau, accompagné d'offrandes votives et d'un tissu, a été transporté à Kamień en 1945 pendant les travaux du révérend chanoine Michał Kaspruk. Il y a des autels latéraux sur les deux premiers piliers de la nef, et à gauche il y a un autel baroque, déplacé de l'église Saint-Nicolas de Kamień Pomorski (pl), et à droite un autel de 1684. , qui se trouve autrefois à côté de la grille de conférence. Un autre autel latéral agrémente l'aile sud du transept avec une extension baroque de 1673. Il est réalisé pour l'église Saint-Nicolas de Trzęsacz (pl) avec des peintures du maître Wolin Joachim Sellin.
Les éléments extrêmement intéressants de l'inventaire de la cathédrale sont deux grands tableaux sur carton représentant des scènes de la Passion du Christ, accrochés au mur nord du presbytère, créé en 1527 en atelier et sous la direction de Lucas Cranach l'Ancien. Depuis l'aile nord du transept, des escaliers mènent aux salles gothiques où se trouvait le trésor de la cathédrale avant la Seconde Guerre mondiale. Elle contient des objets liturgiques du Xe au XVIIe siècle, dont le reliquaire de renommée mondiale de Sainte-Cordule (pl), œuvre d'art scandinave vers 1000, un reliquaire oriental en ivoire, des reliquaires de Limoges, des crosses des XIIIe et XIVe siècles, un encensoir byzantin de 1200 , calices, tétines, tissus précieux du XVe siècle et d'autres objets. Presque tout le trésor est confisqué au cours de la dernière période de la guerre.
La cour de la cathédrale est un lieu de prière, de contemplation, d'offices et de pénitences publiques au Moyen Âge. C'est le seul cloître de cathédrale en Pologne. La partie Est de la cour est construite et était destinée à un trésor, une bibliothèque et des archives.
Dans le XIXe siècle, les pierres tombales gothiques et Renaissance appartenant aux dignitaires cléricaux et laïcs enterrés sous terre sont déplacées de la cathédrale vers la cour.

## Nécropole
La cathédrale est la nécropole des princes de Poméranie de la dynastie du Griffon. Le sous-sol de la cathédrale est inaccessible et enterré (depuis 1991). Les princes de Poméranie et les évêques du diocèse de Kamień y sont enterrés.
Les personnes suivantes sont enterrées dans le sous-sol de l'église:
- Casimir Ier (mort en 1182),
- Warcisław III (mort en 1264),
- Barnim Ier (mort en 1278),
- Barnim II (mort en 1295),
- Bogusław III (mort en 1309),
- Marguerite (décédée en 1313),
- Warcislaw IV (mort en 1326),
- Otton Ier (mort en 1344),
- Bogusław V (mort en 1374),
- Bogusław VIII (mort en 1418),
- Sophie - épouse de Bogusław VIII (décédée en 1448)[7].

De nombreux évêques de Kamień, dignitaires de l'Église, membres du clergé et laïcs sont enterrés dans la cathédrale.

## Viridarium
Le  Viridarium de la cathédrale de Kamień, construite au tournant des XIIIe et XIVe siècles, est la seule structure cathédrale de ce type en Pologne. Autrefois, c'est le lieu de sépulture des chanoines et des évêques de Kamień, un lieu de contemplation et un jardin.

## Galerie

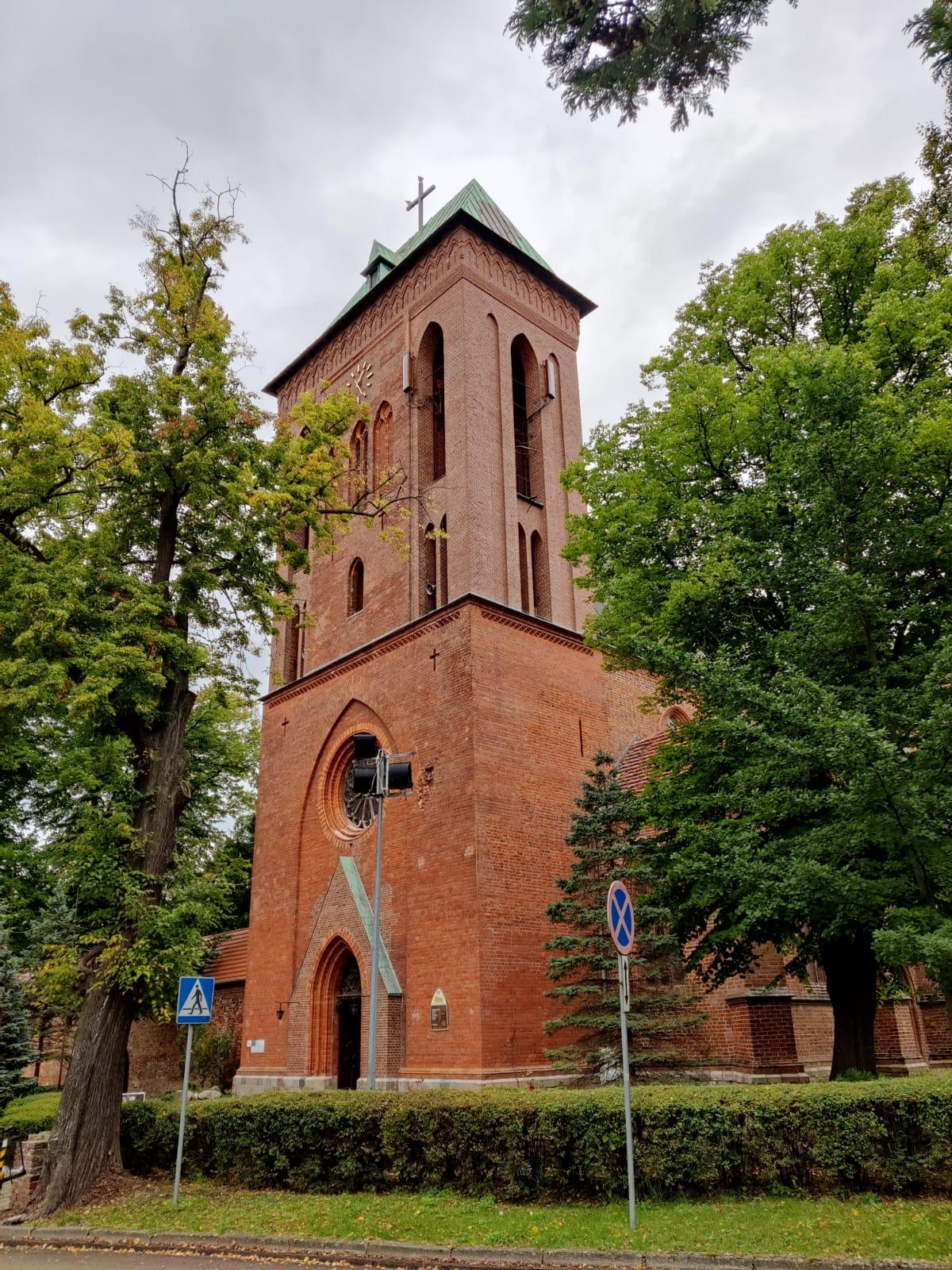
Façade principale.
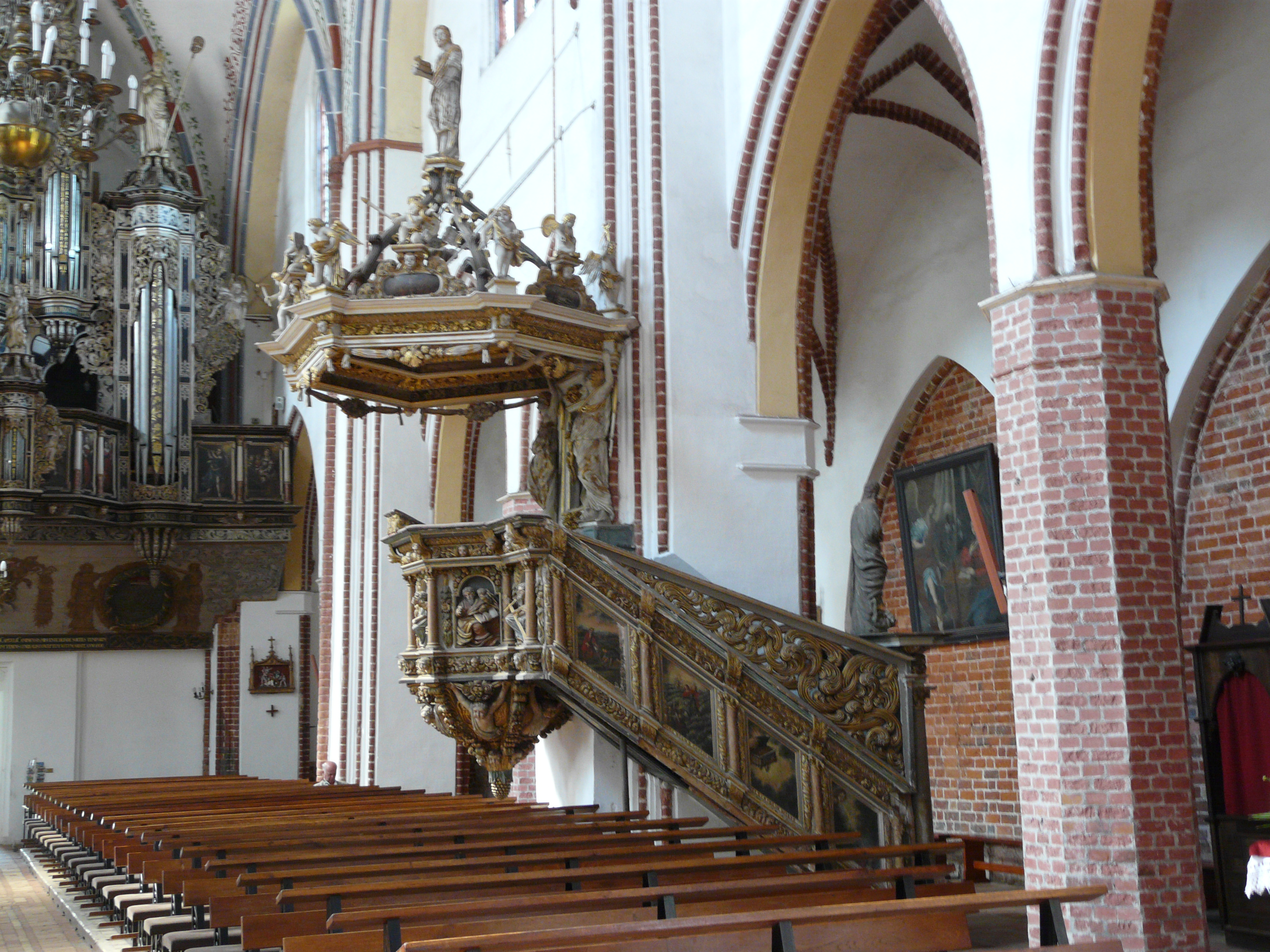
Chaire.
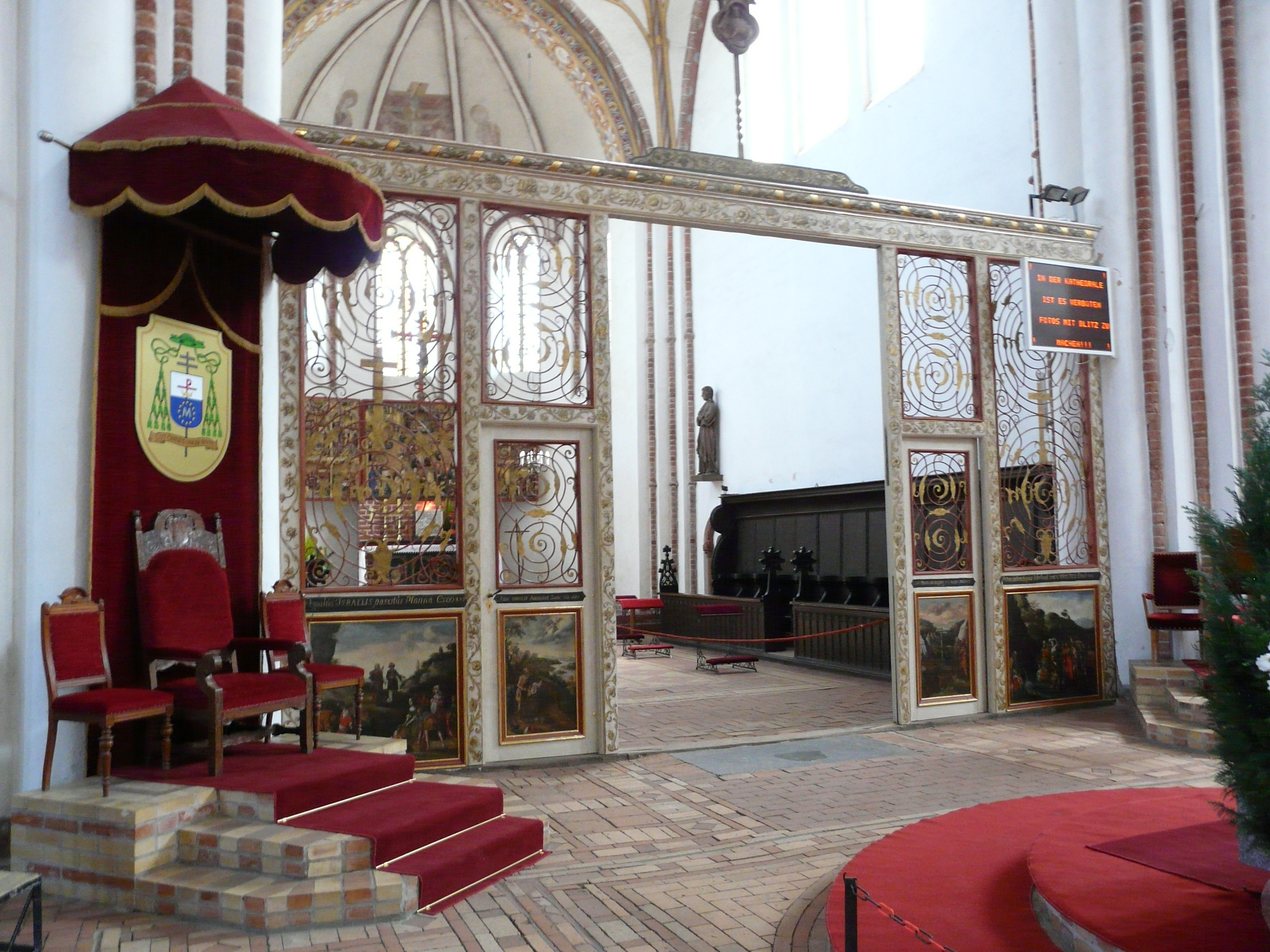
Trône de l'Archevêque.
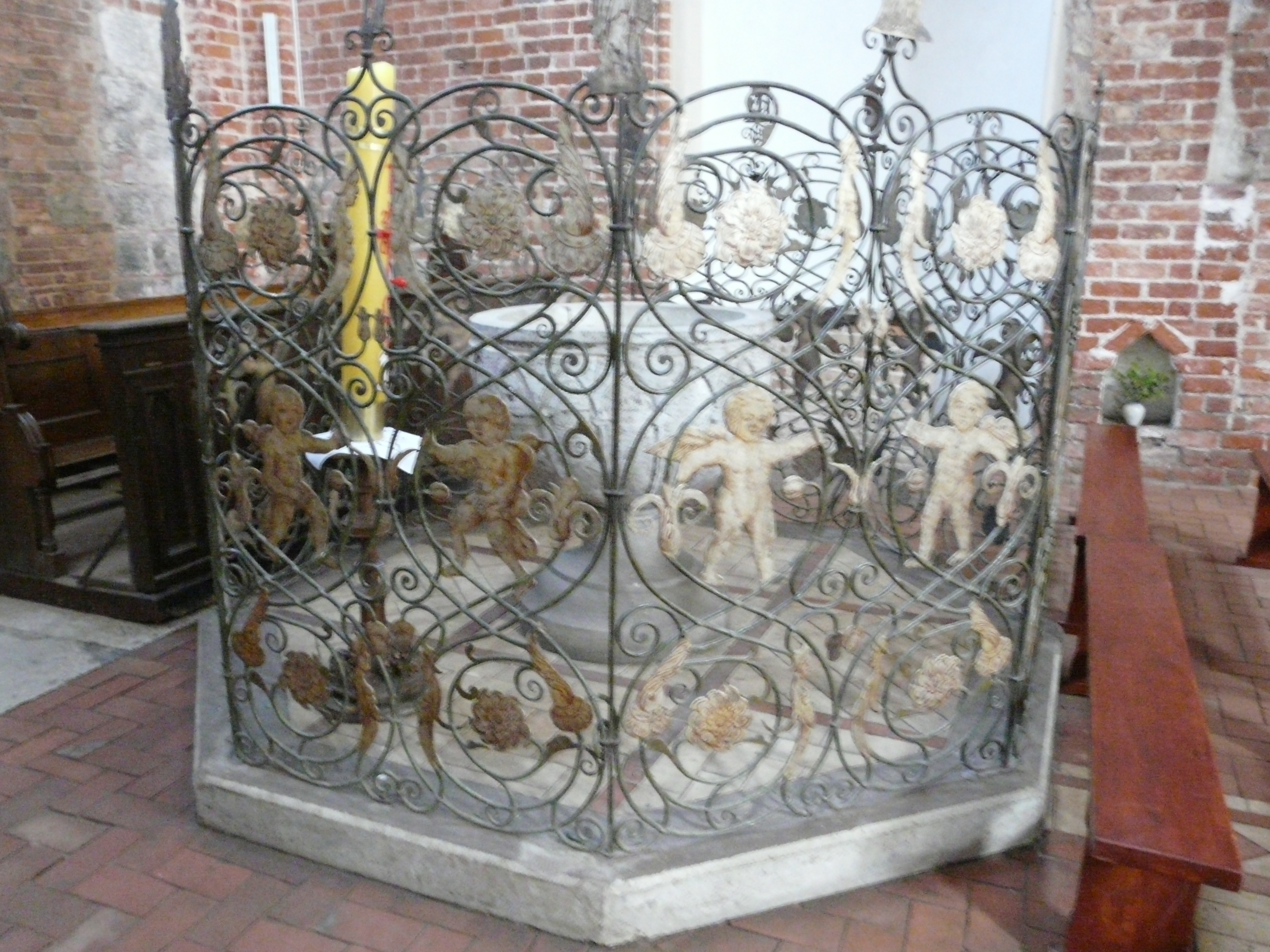
Fonts baptismaux.
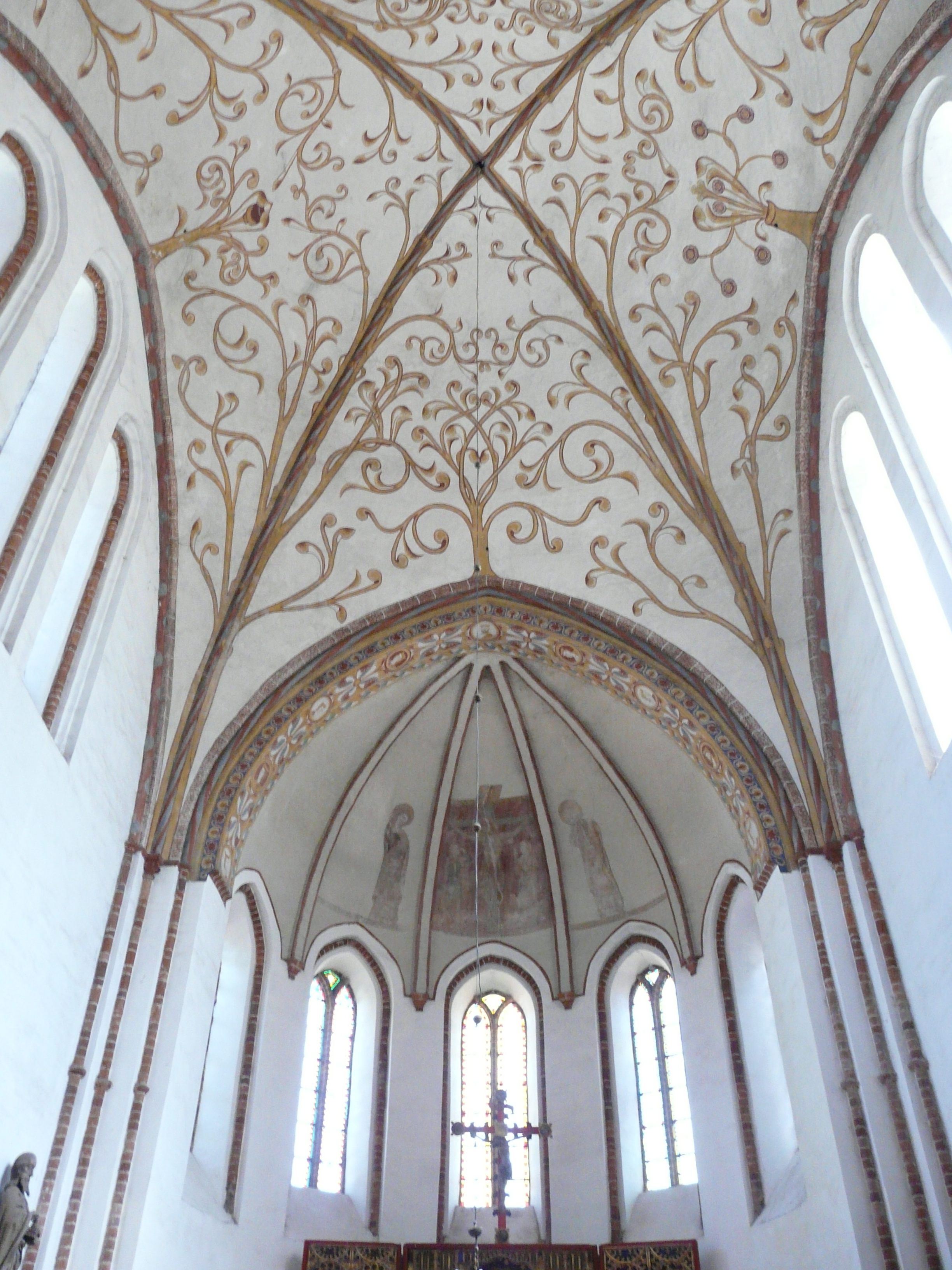
Voûte.
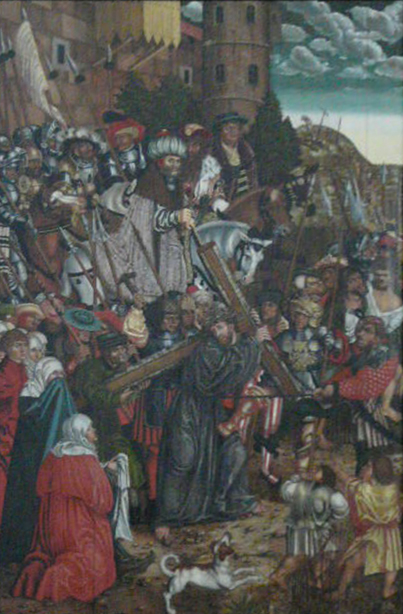
Chemin de croix.
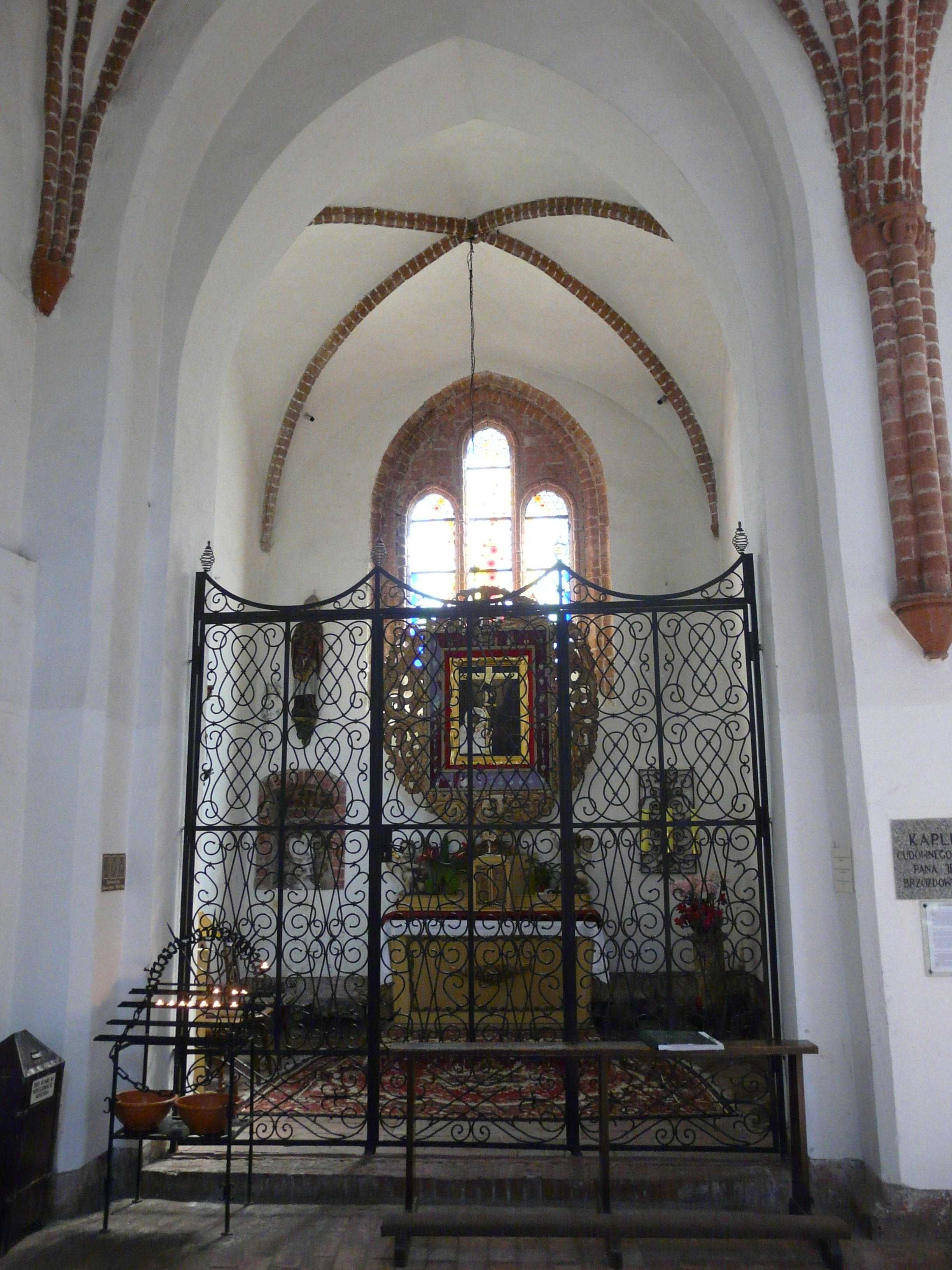
Chapelle avec une peinture du Seigneur Jésus Brzozdowiecki.
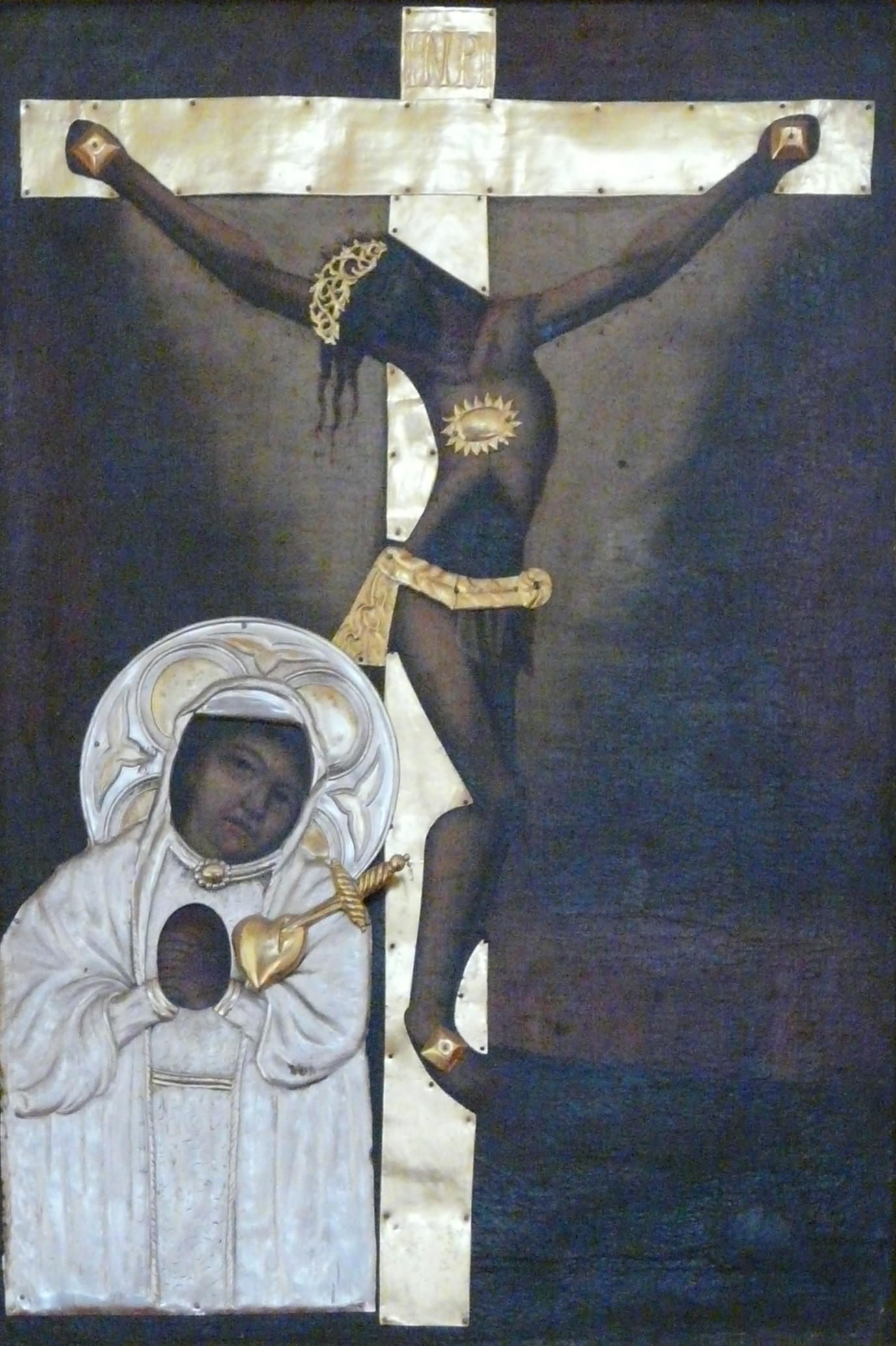
Image du Seigneur Jésus Brzozdowiecki
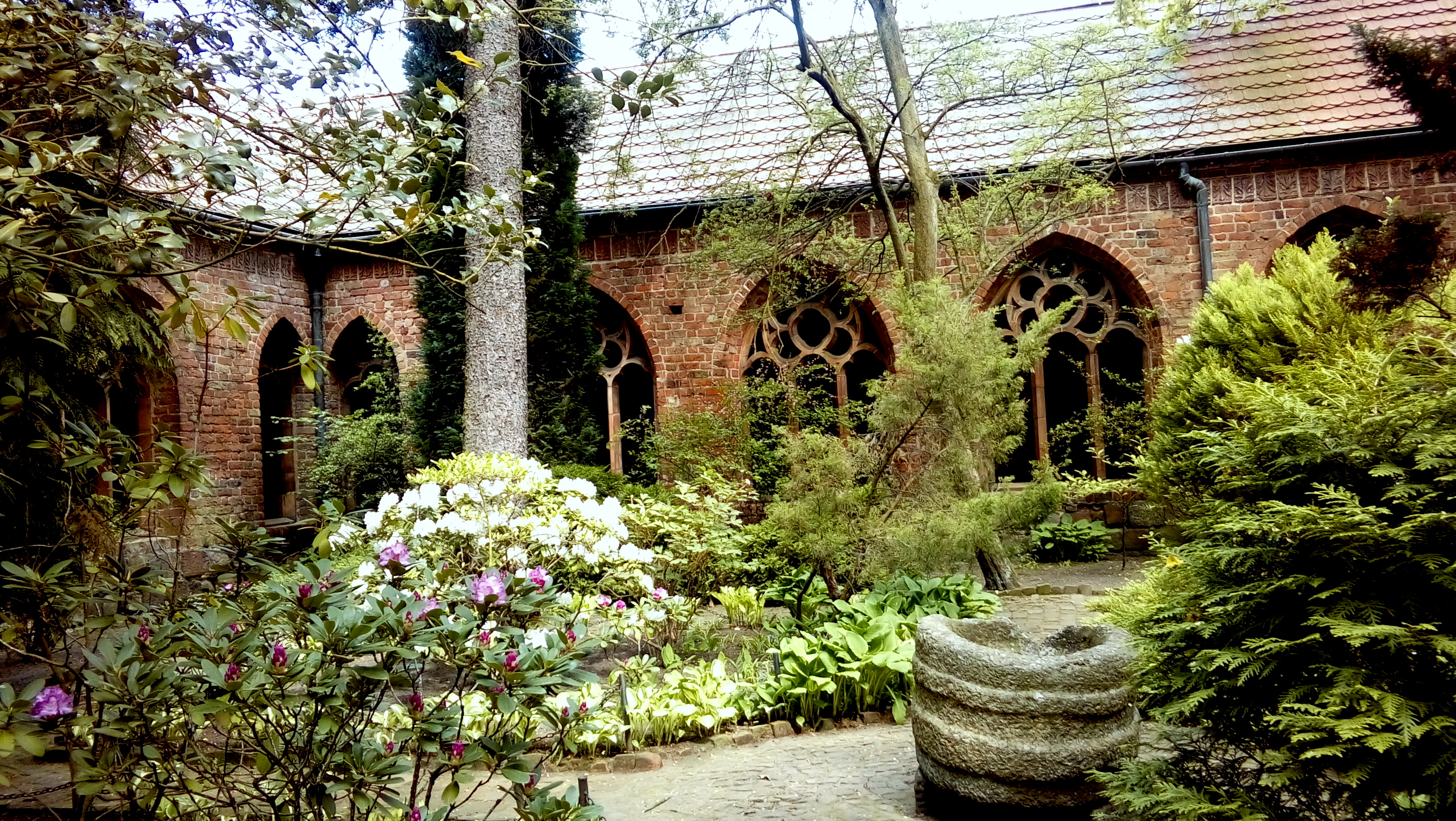
Viridarium (jardin de curé).
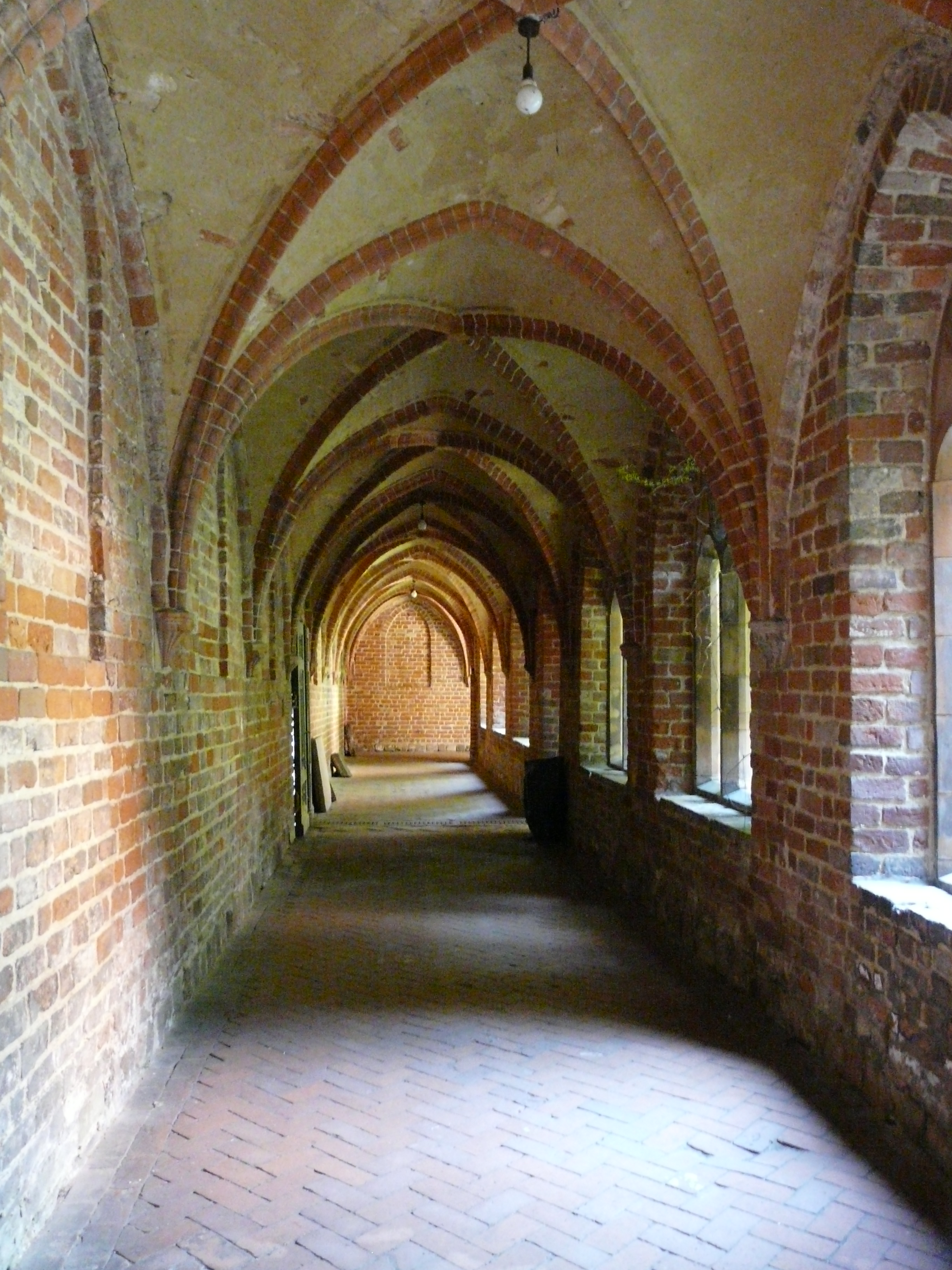
Allée du cloître.

## Source
- (pl) Cet article est partiellement ou en totalité issu de l’article de Wikipédia en polonais intitulé « Konkatedra św. Jana Chrzciciela w Kamieniu Pomorskim » (voir la liste des auteurs).